# Hypnum filamentosum
Hypnum filamentosum là một loài Rêu trong họ Hypnaceae. Loài này được Dicks. ex With. mô tả khoa học đầu tiên năm 1801.